# Riederhöfe

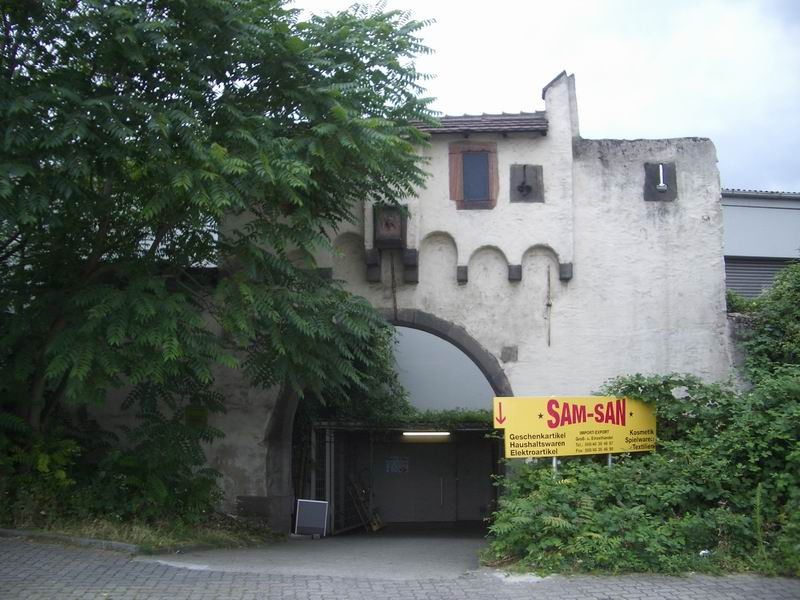
Riederhöfe: Ruine des Torbaues der Wehrhöfe, 2006

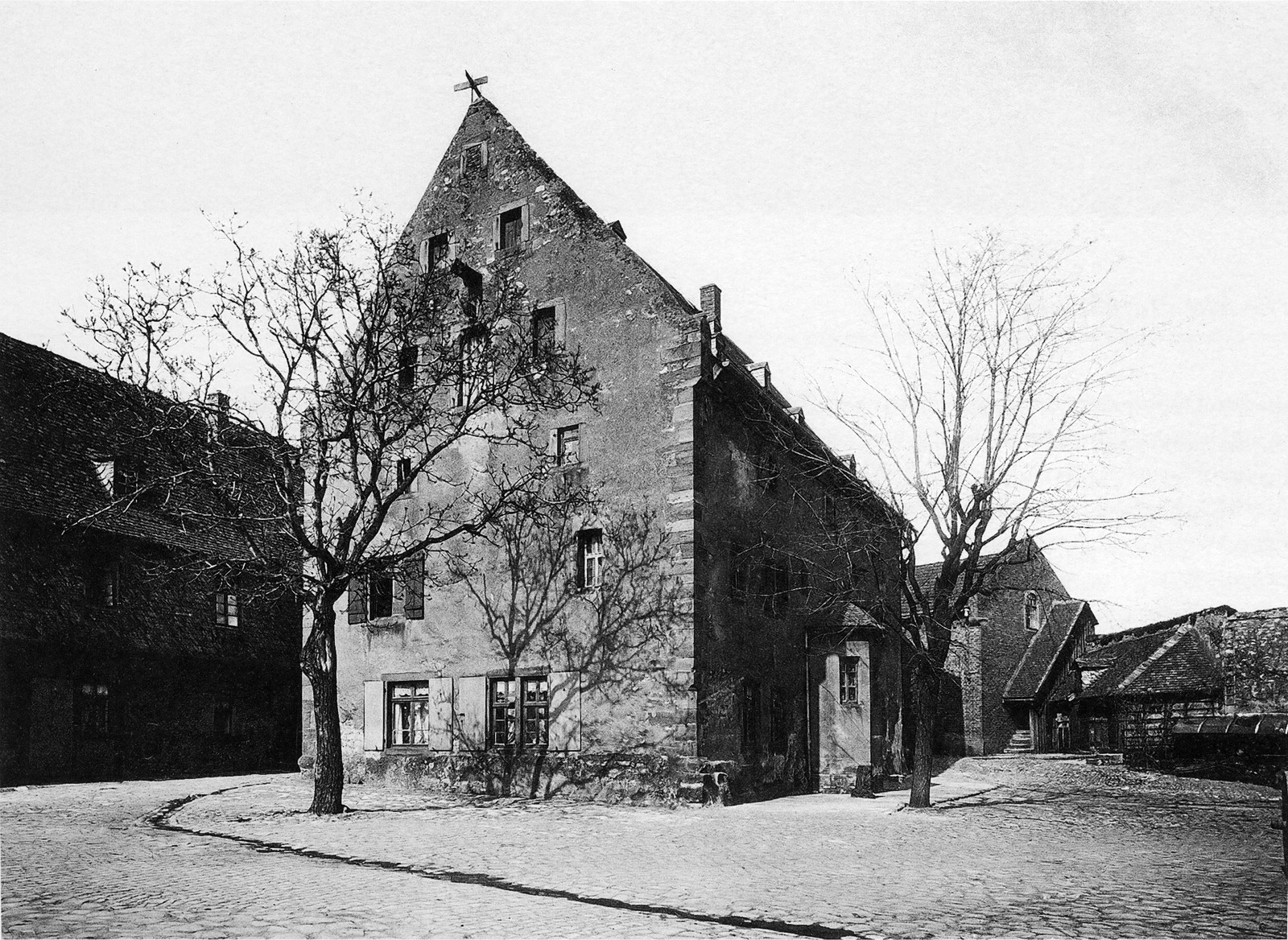
Riederhof 1880

Die beiden Riederhöfe bildeten zusammen eines der wehrhaften Gehöfte in Frankfurt am Main. Vom Riederhof ist heute nur noch der spätgotische Torbau (1492) des Großen Riederhofs nahe dem Ratswegkreisel an der Hanauer Landstraße erhalten.

## Geschichte
Bereits für die Römerzeit wird in der Umgebung der Riederhöfe eine sogenannte Villa rustica vermutet. Die Erstnennung eines Hofes in Riedern curtis in Riederin datiert aus dem Jahr 1193. Die Errichtung der Hofanlage dürfte in denselben Zeitraum fallen, hatte die hier befindliche, allerdings schon 1795 abgebrochene und nur in einem Bild der Nachwelt überlieferte Kapelle doch allergrößte Ähnlichkeit mit der erhaltenen Kapelle des Saalhofes, die dendrochronologisch auf 1208 datiert werden konnte. Auch Grundriss und Dimensionierung der Bauten deckte sich weitestgehend mit den romanischen Teilen der staufischen Burg am Ufer des Mains.
Die Höfe waren zunächst königliches Eigentum ihrer staufischen Bauherren, dann im Besitz von Klöstern. Im 13. Jahrhundert gelangten die Güter vor dem Riederwald und die Riederhöfe in den Besitz von Frankfurter Patriziern. Die Riederhöfe wurden in der folgenden Zeit zu Wehrhöfen der Frankfurter Landwehr ausgebaut. Auf dem Riederhof befand sich eine Warte, die die Hanauer Landstraße und das angrenzende Hanauer Gebiet überwachte.
Der Erwerb der Riederhöfe durch das Hospital zum Heiligen Geist in den Jahren 1486 bis 1492 darf auch als ein Ankauf im Interesse der Stadt betrachtet werden. Von den fünf Warten, die am Ende des Mittelalters die Stadt umgaben, war die Rieder Warte hinter dem großen Rieder Hofe an der Hanauer Landstraße die unbedeutendste, weil sie keinen Turm hatte; sie wurde in den letzten Jahren des 18. Jahrhunderts abgebrochen.

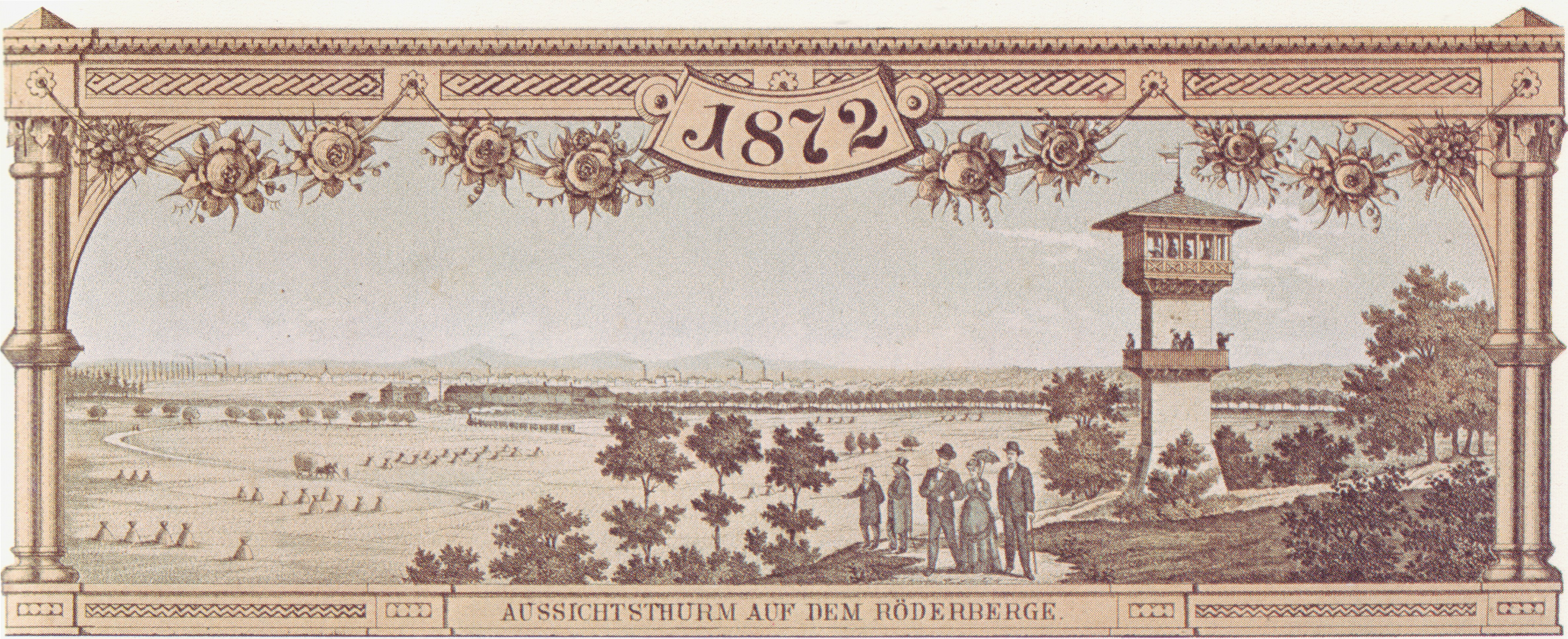
Der aus Holz gebaute erste Röderbergturm von 1871 mit Blick über das Riederhöfer Feld, an dessen Stelle sich heute unter anderem der Ostpark befindet, nach Offenbach

Das romanische Herrenhaus des Großen Riederhofs war im frühen 20. Jahrhundert der älteste bezeugte und noch erhaltene Profanbau Frankfurts. Auf Betreiben der städtischen Denkmalpflege unter Emil Padjera hatte man kurz nach 1900 noch die geplante Straßenführung der Hanauer Landstraße geändert, um seinen Abriss zu verhindern, was zu jener Zeit beispielhaft und weitblickend erscheint. Die Umplanung ist heute noch am leichten Knick nach Norden zu erkennen, die die Hanauer Landstraße jenseits der Intzestraße nach Norden beschreibt.
Das Haus brannte bei den Luftangriffen 1944 aus; die durchaus wiederaufbaufähige Ruine wurde nach dem Zweiten Weltkrieg abgerissen, um zunächst einem Lagerhaus Platz zu machen. Heute erinnert nur noch das gotische Torgebäude auf dem Firmengelände Hanauer Landstraße 258–260 an der östlichen Seite der Lagergebäude sowie die Straßennamen An den Riederhöfen im Ostend und Riederspießstraße im Stadtteil Riederwald an die Hofanlage. Hier endete einst die östliche Ausdehnung der Landwehr.